# Doglock

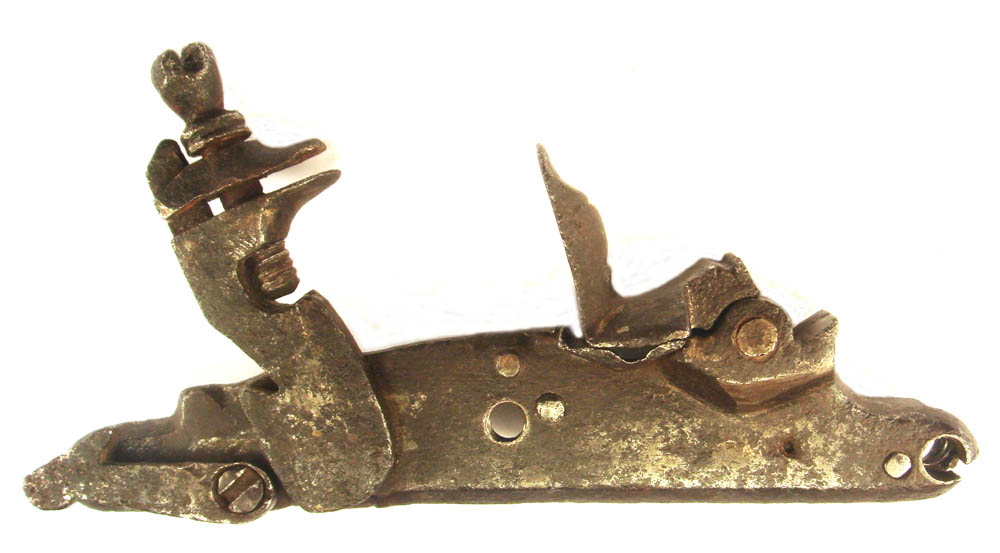
Llave inglesa Tipo 2 de la guerra civil inglesa. El martillo está armado. El can ha sido empujado automáticamente fuera de la hendidura detrás del martillo y está en posición horizontal.

El doglock es una llave de arma de fuego que en el siglo XVII precedió a la llave de chispa en fusiles, mosquetes y pistolas. Se empezó a usar en la década de 1630, al principio en carabinas y pistolas de caballería. Fue muy popular entre los militares de Gran Bretaña y los Países Bajos. A partir del último tercio del siglo XVII, su uso se extendió a los mosquetes de infantería, que cambiaron la llave de mecha por la llave doglock. Una carabina con llave doglock era el arma principal de las unidades de caballería en la guerra de los Treinta Años y la guerra civil inglesa. Al igual que el snaphance y el miguelete, fue reemplazada por la llave de chispa.

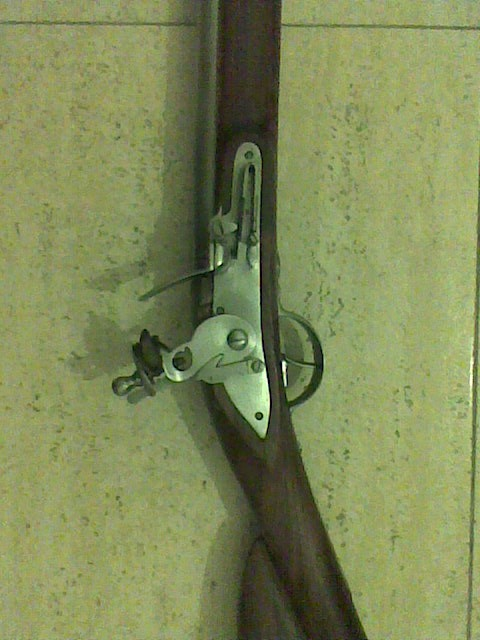
Réplica de un mosquete con doglock que muestra el can en posición semiamartillada.

Al igual que las posteriores llaves de chispa, tenía el sílex, rastrillo y cazoleta, pero con un retén externo para la posición de semiamartillado, conocido como "can". Este tipo de llave no tiene un mecanismo interno para la posición de semiamartillado, como la llave de chispa.
Para cargar un arma con llave doglock, el martillo es asegurado con el "can" externo, evitando así que se suelte y golpee el rastrillo, iniciando el disparo. Entonces el usuario podía cargar seguramente el mosquete o la pistola. Para disparar, el martillo era armado, lo cual hacía que el "can" vaya hacia atrás y ya no pueda evitar que el arma dispare. Al apretar el gatillo se dispararía el arma. 
Este tipo de llave cayó en desuso entre los británicos antes de 1720. Las posteriores llaves de chispa ya no tendrían aquel retén externo, ya que la posición de semiamartillado se obtenía mediante las piezas internas de la llave.